# 全国地域サッカーチャンピオンズリーグ2018
全国地域サッカーチャンピオンズリーグ2018（ぜんこくちいきサッカーチャンピオンズリーグ2018）は、2018年11月9日から11月25日まで、北海道、岐阜県、島根県及び千葉県で行われた42回目の全国地域サッカーチャンピオンズリーグである。

## 概要
2018年6月8日に全国社会人サッカー連盟から大会要項が発表された。
本大会は大きなレギュレーション変更が複数あった。最大の変更点は本大会への参加資格において「地域リーグでの成績」と「日本フットボールリーグ (JFL) への入会の意思」が強く反映されることになったことである。具体的には9つの地域リーグの代表それぞれ1チーム以外の出場枠について「地域リーグ（最上位リーグ）2位、3位チームの中から、全国社会人サッカー選手権大会のベスト4以上で、JFLへ入会を希望する最大3チーム」に与えられることになり、JFL参入を希望しないクラブ、もしくは地域リーグ2部や都道府県リーグからのいわゆる「飛び級」参戦が不可能になった。また、いわゆる「輪番枠」についても、JFLへ入会を希望することが要件とされた。
また、1試合あたり交代できる選手の数が「最大5名」に変更されたほか、決勝ラウンドもこれまでの「連続3日間」から中1日の休息日が設けられ、水・金・日の5日間の開催となる。決勝ラウンドの日程変更については、FC今治（2016年大会優勝）オーナーの岡田武史の提案によって実現したものである。ただし、1次ラウンドは前回に続いて、引き続き、金・土・日の3日間連続の開催となり、それに、決勝ラウンドも、休息日が設けられたとはいえ、1次ラウンド・決勝ラウンドとも1週間で戦うことも変わりないため、「過酷な日程」であることには変わりない。また、前回大会まで続いた、90分で引き分けの場合のPK戦による完全決着方式（PK戦勝者に勝点2、敗者に1を付与）をやめ、両チームが勝点1を得る方式に変更された。

## 会場
1次ラウンド
| 組 | 試合会場名                         | 所在地       | 画像 |
| -- | ---------------------------------- | ------------ | ---- |
| A  | 千代台公園陸上競技場               | 北海道函館市 |      |
| B  | 岐阜メモリアルセンター長良川競技場 | 岐阜県岐阜市 |      |
| C  | 松江市営陸上競技場                 | 島根県松江市 |      |

決勝ラウンド
| 試合会場名                   | 所在地       | 画像 |
| ---------------------------- | ------------ | ---- |
| ゼットエーオリプリスタジアム | 千葉県市原市 |      |

なお、当初は1次ラウンドBグループは愛知県で、Cグループは岡山県で開催する計画とされていた。

## 出場チーム
1. 2018年度各地域リーグ優勝チーム (9チーム)
  - 北海道：北海道十勝スカイアース
  - 東北1部：ブランデュー弘前FC
  - 関東1部：栃木ウーヴァFC
  - 北信越1部：サウルコス福井
  - 東海1部：鈴鹿アンリミテッドFC
  - 関西1部：バンディオンセ加古川
  - 中国：松江シティFC
  - 四国：高知ユナイテッドSC
  - 九州：J.FC MIYAZAKI
2. 第54回全国社会人サッカー選手権大会出場チームより最大3チーム（JFL入会を希望し、ベスト4以上かつ地域最上位リーグ2位もしくは3位に入賞している上位3チーム）
  - 2位：FC刈谷（東海1部2位）
  - 4位：おこしやす京都AC（関西1部2位）
    - 1位の松江シティFC（中国1位）は出場権獲得済み。3位のいわきFCは東北2部南リーグ所属のため出場条件を満たさず。
3. 1.および2.の条件で12チームに満たない場合は各地域リーグで2位となったJリーグ百年構想クラブを補充する（複数存在する場合はJリーグ百年構想クラブに承認された順序が早いクラブを優先する。また、この要件での出場権獲得は各クラブ1回限りとする）。
  - 該当無し（地域リーグ所属の百年構想クラブは関東1部優勝の栃木ウーヴァFCと関東2部のtonan前橋のみのため）
4. 1.から3.の条件で12チームに満たない場合は、地域リーグ2位チームの中で、JFLへ入会を希望するチームを「2010年6月末の全国社会人サッカー連盟加盟登録チームの多い順番（関東→関西→九州→東海→北海道→中国→北信越→東北→四国）」で巡回し輪番により補充する（2018年度は北海道→中国→北信越の順）。
  - 北信越1部2位：アルティスタ浅間[5]
    - 北海道2位のノルブリッツ北海道・中国2位の三菱自動車水島FCの両チームとも、現時点でのJFL入会希望を表明しなかったため。

## 試合方式
- 1次ラウンドは出場12チームを4チームずつ3グループに分け、1回戦総当たりリーグ戦を戦う。各グループ1位の3チームと、各グループ2位のうち成績最上位チームの計4チームが決勝ラウンドに進出する。決勝ラウンドも4チームが1回戦総当たりリーグ戦を戦う。
  - グループ分けについては前年と同様で、2018年10月27日に日本サッカー協会ビルにて以下の方法で行われた[6]。
    1. 各地域リーグ優勝チームのうち1次ラウンド会場を含む地域である3チーム（千代台：十勝、長良川陸：鈴鹿、松江陸：松江。便宜上「第1グループ」と表現する）、これ以外の各地域リーグ優勝チーム6チーム（同「第2グループ」）、全社上位ならびに輪番枠で出場する3チーム（刈谷、O京都、浅間。同「第3グループ」）を振り分ける。これにより、「第1グループ」と「第3グループ」の各チームは同一のグループにならないことがあらかじめ決まっている。
    2. グループ名（A・B・C）を記したボールを1つずつ入れた「ポット1」「ポット3」と2つずつ入れた「ポット2」、グループごとのポジション番号（A-1 - C-4）を記したボールを入れた3種類の「ポットA・B・C」、1から4の番号の書かれた「抽選箱」を用意する。
    3. まず「抽選箱」を3回抽選し、グループごとの決勝トーナメントのポジションを決定する。残ったポジションはワイルドカード（1次ラウンド2位最上位）の枠となる。
    4. 次に、第1グループの3チームが「ポット1」を抽選し、これに対応した「ポットA・B・C」を抽選して、1次ラウンド会場とグループを紐付けると共に、各チームのポジションを決定する。
    5. 続いて、第2グループの6チームが「ポット2」と、これに対応した「ポットA・B・C」を抽選して、各チームのポジションを決定する。
    6. 最後に、第3グループの3チームが「ポット3」を抽選し、各チームのポジションを決定する。この場合、同一地域リーグのチームと同じグループになる可能性については考慮されない。
- 試合は45分ハーフで延長戦・PK戦は行わない。
- 1次ラウンド・決勝ラウンドとも、試合ごとに勝ち点（90分での勝利=3、引き分け=1、90分での敗戦=0）を与え、3試合での累計勝ち点により順位を決定する。同勝ち点の場合は得失点差→総得点数→当該チーム間の対戦成績（各グループ2位の最上位を決める場合には比較対象としない）→反則ポイントで優劣を定め、それでも差がつかない場合は抽選とする。

## 試合スケジュール
組み合わせ抽選会は10月27日に行われた。

### 1次ラウンド

#### Aグループ
| 番 | チーム                 | 点 | 試 | 勝 | 分 | 敗 | 得 | 失 | 差 |
| -- | ---------------------- | -- | -- | -- | -- | -- | -- | -- | -- |
| A1 | FC刈谷                 | 9  | 3  | 3  | 0  | 0  | 6  | 2  | +4 |
| A3 | ブランデュー弘前FC     | 6  | 3  | 2  | 0  | 1  | 8  | 3  | +5 |
| A2 | 北海道十勝スカイアース | 3  | 3  | 1  | 0  | 2  | 4  | 8  | -4 |
| A4 | 高知ユナイテッドSC     | 0  | 3  | 0  | 0  | 3  | 3  | 8  | -5 |

| #1 | 2018年11月9日 10:45 |

| FC刈谷                                      | 3 - 1          | 北海道十勝スカイアース |
| 藤本陽平 50分 · 西原樹 79分 · 中野裕太 80分 | 公式記録 (PDF) | 渋谷亮 47分            |

| 千代台公園陸上競技場 観客数: 80人 主審: 宇田川恭弘 |

| #2 | 2018年11月9日 13:30 |

| ブランデュー弘前FC                                 | 3 - 2          | 高知ユナイテッドSC            |
| 根本直弥 55分 · 荒井秀賀 73分 · 奥津大和 89分 (PK) | 公式記録 (PDF) | 藤田大道 13分 · 横竹翔 90+3分 |

| 千代台公園陸上競技場 観客数: 120人 主審: 廣瀬成昭 |

| #7 | 2018年11月10日 10:45 |

| FC刈谷    | 1 - 0          | ブランデュー弘前FC |
| 36分 (OG) | 公式記録 (PDF) |                    |

| 千代台公園陸上競技場 観客数: 80人 主審: 手塚優 |

| #8 | 2018年11月10日 13:30 |

| 北海道十勝スカイアース                      | 3 - 0          | 高知ユナイテッドSC |
| 山下亮介 50分 · 長野聡 74分 · 松尾雄斗 85分 | 公式記録 (PDF) |                    |

| 千代台公園陸上競技場 観客数: 90人 主審: 長峯滉希 |

| #13 | 2018年11月11日 10:45 |

| FC刈谷                         | 2 - 1          | 高知ユナイテッドSC |
| 中野翔太 1分 · 佐々木宏樹 61分 | 公式記録 (PDF) | 泉光輝 31分        |

| 千代台公園陸上競技場 観客数: 100人 主審: 宇田川恭弘 |

| #14 | 2018年11月11日 13:30 |

| 北海道十勝スカイアース | 0 - 5          | ブランデュー弘前FC                                                          |
|                        | 公式記録 (PDF) | 早乙女達海 17分 · 中津川翔太 26分, 56分 · 小田桐龍也 70分 · 菅原康介 90+1分 |

| 千代台公園陸上競技場 観客数: 120人 主審: 長峯滉希 |

#### Bグループ
| 番 | チーム               | 点 | 試 | 勝 | 分 | 敗 | 得 | 失 | 差 |
| -- | -------------------- | -- | -- | -- | -- | -- | -- | -- | -- |
| B3 | 鈴鹿アンリミテッドFC | 7  | 3  | 2  | 1  | 0  | 6  | 2  | +4 |
| B4 | J.FC MIYAZAKI        | 7  | 3  | 2  | 1  | 0  | 6  | 3  | +3 |
| B1 | アルティスタ浅間     | 3  | 3  | 1  | 0  | 2  | 3  | 5  | -2 |
| B2 | バンディオンセ加古川 | 0  | 3  | 0  | 0  | 3  | 1  | 6  | -5 |

| #3 | 2018年11月9日 10:45 |

| アルティスタ浅間 | 1 - 0          | バンディオンセ加古川 |
| 寺田匡史 30分    | 公式記録 (PDF) |                      |

| 岐阜メモリアルセンター長良川競技場 観客数: 152人 主審: 鹿島裕史 |

| #4 | 2018年11月9日 13:30 |

| 鈴鹿アンリミテッドFC | 1 - 1          | J.FC MIYAZAKI |
| 堀河俊大 26分        | 公式記録 (PDF) | 高橋健哉 62分 |

| 岐阜メモリアルセンター長良川競技場 観客数: 266人 主審: 村田裕紀 |

| #9 | 2018年11月10日 10:45 |

| アルティスタ浅間 | 1 - 2          | 鈴鹿アンリミテッドFC                              |
| 喜屋武聖矢 36分  | 公式記録 (PDF) | エフライン・リンタロウ 59分 · キローラン木鈴 80分 |

| 岐阜メモリアルセンター長良川競技場 観客数: 374人 主審: 横山卓哉 |

| #10 | 2018年11月10日 13:30 |

| バンディオンセ加古川 | 1 - 2          | J.FC MIYAZAKI                     |
| 伏木一紘 59分        | 公式記録 (PDF) | 白坂拓也 67分 · 小笠原賢聖 90+2分 |

| 岐阜メモリアルセンター長良川競技場 観客数: 257人 主審: 高崎航地 |

| #15 | 2018年11月11日 10:45 |

| アルティスタ浅間 | 1 - 3          | J.FC MIYAZAKI                                          |
| 岡田孝徳 90+1分  | 公式記録 (PDF) | 無津呂武瑠 19分 (PK) · 白坂拓也 81分 · 小笠原賢聖 83分 |

| 岐阜メモリアルセンター長良川競技場 観客数: 264人 主審: 高崎航地 |

| #16 | 2018年11月11日 13:30 |

| バンディオンセ加古川 | 0 - 3          | 鈴鹿アンリミテッドFC                                  |
|                      | 公式記録 (PDF) | 藤沢ネット 29分, 79分 · フェレイラ・パブロ・ヤン 39分 |

| 岐阜メモリアルセンター長良川競技場 観客数: 384人 主審: 横山卓哉 |

#### Cグループ
| 番 | チーム           | 点 | 試 | 勝 | 分 | 敗 | 得 | 失 | 差 |
| -- | ---------------- | -- | -- | -- | -- | -- | -- | -- | -- |
| C1 | 松江シティFC     | 9  | 3  | 3  | 0  | 0  | 8  | 4  | +4 |
| C2 | おこしやす京都AC | 4  | 3  | 1  | 1  | 1  | 4  | 4  | 0  |
| C3 | 栃木ウーヴァFC   | 2  | 3  | 0  | 2  | 1  | 3  | 5  | -2 |
| C4 | サウルコス福井   | 1  | 3  | 0  | 1  | 2  | 4  | 6  | -2 |

| #5 | 2018年11月9日 10:45 |

| 松江シティFC                  | 2 - 1          | おこしやす京都AC |
| 酒井達磨 17分 · 磯江太勢 76分 | 公式記録 (PDF) | 守屋鷹人 52分    |

| 松江市営陸上競技場 観客数: 608人 主審: 松本康之 |

| #6 | 2018年11月9日 13:30 |

| 栃木ウーヴァFC | 1 - 1          | サウルコス福井 |
| 山村佑樹 43分  | 公式記録 (PDF) | 山田雄太 26分  |

| 松江市営陸上競技場 観客数: 231人 主審: 若松亮 |

| #11 | 2018年11月10日 10:45 |

| 松江シティFC                                            | 4 - 2          | 栃木ウーヴァFC                |
| 酒井達磨 17分 · 43分 (OG) · 長谷優 52分 · 宮内寛斗 53分 | 公式記録 (PDF) | 高地系治 59分 · 森島康仁 73分 |

| 松江市営陸上競技場 観客数: 831人 主審: 柳岡拓磨 |

| #12 | 2018年11月10日 13:30 |

| おこしやす京都AC                                   | 3 - 2          | サウルコス福井                |
| 内田錬平 45+3分 (PK) · 青木捷 63分 · 高橋康平 65分 | 公式記録 (PDF) | 川邊裕紀 42分 · 鴇田周作 88分 |

| 松江市営陸上競技場 観客数: 322人 主審: 舟橋崇正 |

| #17 | 2018年11月11日 10:45 |

| 松江シティFC                    | 2 - 1          | サウルコス福井 |
| 出口稔規 62分 · 磯江太勢 90+1分 | 公式記録 (PDF) | 蔵田岬平 33分  |

| 松江市営陸上競技場 観客数: 1,278人 主審: 柳岡拓磨 |

| #18 | 2018年11月11日 13:30 |

| おこしやす京都AC | 0 - 0          | 栃木ウーヴァFC |
|                  | 公式記録 (PDF) |                |

| 松江市営陸上競技場 観客数: 206人 主審: 舟橋崇正 |

#### 各グループ2位
| 組 | チーム             | 点 | 試 | 勝 | 分 | 敗 | 得 | 失 | 差 |
| -- | ------------------ | -- | -- | -- | -- | -- | -- | -- | -- |
| B  | J.FC MIYAZAKI      | 7  | 3  | 2  | 1  | 0  | 6  | 3  | +3 |
| A  | ブランデュー弘前FC | 6  | 3  | 2  | 0  | 1  | 8  | 3  | +5 |
| C  | おこしやす京都AC   | 4  | 3  | 1  | 1  | 1  | 4  | 4  | 0  |

### 決勝ラウンド
| 番 | 位   | チーム               | 点 | 試 | 勝 | 分 | 敗 | 得 | 失 | 差 |
| -- | ---- | -------------------- | -- | -- | -- | -- | -- | -- | -- | -- |
| F2 | C1位 | 松江シティFC         | 7  | 3  | 2  | 1  | 0  | 5  | 2  | +3 |
| F3 | B1位 | 鈴鹿アンリミテッドFC | 6  | 3  | 2  | 0  | 1  | 5  | 3  | +2 |
| F1 | A1位 | FC刈谷               | 4  | 3  | 1  | 1  | 1  | 6  | 4  | +2 |
| F4 | WC   | J.FC MIYAZAKI        | 0  | 3  | 0  | 0  | 3  | 2  | 9  | -7 |

| #19 | 2018年11月21日 10:45 |

| FC刈谷      | 1 - 1          | 松江シティFC  |
| 内田悟 56分 | 公式記録 (PDF) | 宮内寛斗 35分 |

| ゼットエーオリプリスタジアム 観客数: 420人 主審: 船橋昭次 |

| #20 | 2018年11月21日 13:30 |

| 鈴鹿アンリミテッドFC                                      | 3 - 0          | J.FC MIYAZAKI |
| エフライン・リンタロウ 20分 · 藤田浩平 25分 · 小澤司 89分 | 公式記録 (PDF) |               |

| ゼットエーオリプリスタジアム 観客数: 650人 主審: 加藤正和 |

| #21 | 2018年11月23日 10:45 |

| FC刈谷        | 1 - 2          | 鈴鹿アンリミテッドFC                     |
| 中野裕太 85分 | 公式記録 (PDF) | 藤井竜 6分 · エフライン・リンタロウ 56分 |

| ゼットエーオリプリスタジアム 観客数: 645人 主審: 原田雅士 |

| #22 | 2018年11月23日 13:30 |

| 松江シティFC                  | 2 - 1          | J.FC MIYAZAKI |
| 下村尚文 26分 · 西村光司 44分 | 公式記録 (PDF) | 小松峻輔 66分 |

| ゼットエーオリプリスタジアム 観客数: 552人 主審: 畠山大介 |

| #23 | 2018年11月25日 10:45 |

| FC刈谷                                           | 4 - 1          | J.FC MIYAZAKI |
| 浜田康寿 4分 · 菅原渉 40分, 73分 · 藤本陽平 86分 | 公式記録 (PDF) | 高橋健哉 65分 |

| ゼットエーオリプリスタジアム 観客数: 560人 主審: 勝部健 |

| #24 | 2018年11月25日 13:30 |

| 松江シティFC                   | 2 - 0          | 鈴鹿アンリミテッドFC |
| 酒井達磨 2分 · 長谷川翔平 30分 | 公式記録 (PDF) |                      |

| ゼットエーオリプリスタジアム 観客数: 680人 主審: 松尾明徳 |

## 最終結果
- 優勝：松江シティFC
- 2位：鈴鹿アンリミテッドFC
- 3位：FC刈谷
- 4位：J.FC MIYAZAKI

上位2チームは12月6日に行われたJFL理事会において、JFLへの入会が承認された。